# Elsässer Molasse
Bei der lithostratigraphischen Einheit der Elsässer Molasse  handelt es sich um glimmerreiche Feinsandsteine und oft bunte, vorwiegend bräunliche und grünliche Mergelsteine, die in der Tertiärzeit, dem späten Oligozän, im einsinkenden Oberrheingraben, damals einem Schwemmlandgebiet, als Deltasedimente abgelagert wurden.
Die brackisch-limnische Elsässer Molasse dokumentiert die Aussüßung des sich zurückziehenden Meeres, das zeitweise in den Oberrheingraben eingedrungen war und hier die grauen Tone der Froidefontaine-Formation hinterlassen hat. Die der Elsässer Molasse auflagernden Tüllingen-Schichten sind reine Süßwassersedimente, Ton-, Mergel- und Kalksteine, die in einem grabenrandnahen See abgelagert wurden. Elsässer Molasse bildet unter der Lössbedeckung weithin den Untergrund des Sundgaus (Oligocène-Molasse alsacienne) und östlich des Feuerbachtales des Markgräfler Tertiärhügellandes. Bei Lörrach wurde eine Mächtigkeit von nahezu 200 Metern, im Basler Umland bis zu 350 m festgestellt (bei Reinach 339 m). Nach Norden und zur Grabenmitte hin verzahnt sie sich mit den Cyrenenmergeln oder geht in sie über.
Ein guter Aufschluss am Läufelberg über Fischingen gibt allerdings nur einen kleinen Teil des Gesamtprofils wieder. In den verfestigten sandigen Massen wurden hier Pflanzenreste, an anderer Stelle marine und brackige Muscheln und Schnecken gefunden. Bis 1993 wurde in einer Tongrube bei Rümmingen Elsässer Molasse abgebaut.
Chronostratigraphisch ist die Elsässer Molasse zusammen mit den jüngeren Tüllingen Schichten ins Chatt (28-23 Mio. Jahre) zu stellen, wobei die die Sedimentierung der Elsässer Molasse bereits im späten Rupel einsetzte.